# Adrian Wojtkowiak
Adrian Wojtkowiak (ur. 6 września 1998) – polski szermierz, florecista, olimpijczyk z Paryża. Jest zawodnikiem klubu AZS AWF Poznań. W 2024 wystąpił na letnich igrzyskach olimpijskich we florecie indywidualnie i drużynowo. W zawodach indywidualnych odpadł w 1/32 finału z Alexem Tofalidesem i zajął 34. miejsce. W zawodach drużynowych zajął 6. miejsce, przegrywając z reprezentantami Chin.